# Jaruco
Jaruco è un comune di Cuba, situato nella provincia di Mayabeque.